# “五个一”政策
“五个一”政策，是指中国民用航空局为应对2019冠状病毒病疫情，遏制境外输入风险，于2020年3月26日至2023年1月8日实施的一系列限制国际航班运行的措施。其核心为“中国国内每家航空公司经营至任一国家的航线只能保留1条，且每条航线每周运营班次不得超过1班；外国每家航空公司经营至中国的航线只能保留1条，且每周运营班次不得超过1班”。虽然该规定于2020年6月已作废，被“奖励航班”、“熔断航班”及其他双边协定等政策替代，但之后2年多，中国的国际航班时刻表均以中国民航局于2020年3月26日发布的“国际航班信息发布（第5期）”航班计划作为基准进行增减。由于落地城市的保障能力有限，使得中国的国际航班长期依旧被严格限制，航班量较2019年减少约九成。2022年12月26日，國家衛健委宣佈自2023年1月8日起取消“五个一”及客座率限制等国际客运航班数量管控措施。

## 内容

### 出台
2020年3月26日，中国民航局发布《关于疫情防控期间继续调减国际客运航班量的通知》，以3月12日仍在飞的国际航班计划为基准，要求中国国内每家航空公司经营至任一国家的航线只能保留1条，且每条航线每周运营班次不得超过1班；外国每家航空公司经营至中国的航线只能保留1条，且每周运营班次不得超过1班，简称“五个一”政策（一航司一国家一航线一星期一航班）。根据通知文件内容，“五个一”政策预计至少将持续到2020年6月底，民航局另于2020年5月13日的文件中严禁未复航航司预售。但各航空公司依然预售大量机票。

### 熔断与奖励政策
2020年6月4日，中国民航局发布《关于调整国际客运航班的通知》，规定自2020年6月8日起，所有未列入“国际航班信息发布（第5期）”航班计划的外国航空公司，可在本公司经营许可范围内，选择1个具备接收能力的口岸城市，每周运营1班国际客运航线航班。此外，6月4日的通知中还规定了自2020年6月8日起以入境航班落地后旅客核酸检测结果为依据，对航班实施的熔断和奖励措施：航空公司同一航线航班，入境后核酸检测结果为阳性的旅客人数连续3周为零的，可在航线经营许可规定的航班量范围内增加每周1班，最多达到每周2班；入境后核酸检测结果为阳性的旅客人数达到5个的，暂停该公司该航线运行1周；达到10个的，暂停该公司该航线运行4周。“熔断”期结束后，航空公司方可恢复每周1班航班计划。
2020年12月16日，中国民航局下发通知，对《民航局关于调整国际客运航班的通知》（民航发〔2020〕27号）的第七条第三款国际客运航班“熔断措施”进行调整。调整后，航空公司同一航线航班，入境后核酸检测结果为阳性的旅客人数达到5个的，暂停该公司该航线运行2周；达到10个的，暂停该公司该航线运行4周。
2021年4月28日，中国民航局下发通知，对《民航局关于调整国际客运航班的通知》（民航发〔2020〕27号）第七条第三款国际客运航班“熔断措施”自5月1日起调整为“航班熔断或控制客座率运行措施”：航空公司单一入境航班确诊旅客人数达到5例的，航空公司可选择熔断航班2周或以不超过的客座率40%运行4周，并取消奖励航班；航空公司单一入境航班确诊旅客人数达到10例的，自航班入境的第四周起暂停该航班运行4周，并取消奖励航班；如连续两班确诊旅客人数分别达到10例的，当周立即熔断，累计暂停运行8周；航空公司单一入境航班确诊旅客人数达到30例的，当周立即熔断，暂停该航班运行4周。
2022年6月，中国民航局调整熔断规则，决定航班是否被熔断的统计日期自到达后7天缩至5天，即落地后第6至7日出现的阳性患者将不再影响熔断判定，航班熔断概率降低。
2022年8月7日，中国民航局发布通知，对国际定期客运航班熔断措施进行优化调整。对确诊旅客人数达到5例的航空公司单一入境航班，当确诊旅客占比达到该航班入境旅客人数4%时，暂停运行1周；当确诊旅客占比达到该航班入境旅客人数8%时，暂停运行2周。
2022年11月11日，国务院应对新型冠状病毒肺炎疫情联防联控机制综合组发布《关于进一步优化新冠肺炎疫情防控措施 科学精准做好防控工作的通知》（又称二十条），该文件取消了航班熔断措施，并将入境后隔离时间从“7天集中隔离+3天居家健康监测”调整为“5天集中隔离+3天居家隔离”。
2022年12月7日，国务院联防联控机制发布新十条，放松居家检测要求，来华人员的隔离时间事实上变为5天集中隔离。
2023年1月8日，随着乙类乙管政策的实施，对来华人员入境后集中隔离的要求也被取消。

### 落地城市
2020年3月23日，所有目的地为北京的国际客运航班被改在12个指定的第一入境点入境。
在2020年6月4日的通知中，中国民航局要求航空公司在申请增加航班时，为保证落地城市的保障能力，还应该向落地城市政府部门申请《疫情防控保障能力确认函》（接收函）。除具有接收能力的口岸城市外，其他国际机场的国际航线均暂停运行。中国民航局公告具有接收能力的口岸城市为：
- 北京[A]
- 常州
- 成都
- 大连
- 福州
- 广州
- 贵阳
- 哈尔滨
- 杭州
- 合肥
- 呼和浩特
- 济南
- 昆明
- 兰州
- 南昌
- 南京
- 南宁
- 南通
- 宁波
- 青岛
- 泉州
- 厦门
- 上海
- 深圳
- 石家庄
- 太原
- 天津
- 温州
- 乌鲁木齐
- 无锡
- 武汉
- 西安
- 延吉
- 长春
- 长沙
- 郑州
- 重庆
- 烟台

1. ↑  部分执行北京航线的国际航班由北京市以外的口岸城市（第一入境点）经停检疫。乘坐此类国际航班的旅客在第一入境点实施检疫并办理入境手续，接受集中隔离。飞机在第一入境点消杀后空机返回北京

2020年9月2日，中国民航局决定自9月3日起逐步将经第一入境点分流的北京国际客运航班恢复直航；根据相关航班始发地远端核酸检测工作情况，先行恢复泰国、柬埔寨、巴基斯坦、希腊、丹麦、奥地利、瑞典、加拿大等8个输入病例较少国家至北京的9个航班，同时在严格执行航班熔断政策的基础上，对直航北京的国际客运航班采取更加严格的防控措施：一是对单班运行实际输入病例达到熔断标准的，立即采取熔断措施，并在熔断期结束时恢复其从指定第一入境点入境的政策；二是对单班运行实际输入病例超过3例的，入境点立即由北京恢复至指定的第一入境点；三是严格控制直航北京国际航班客座率，并控制每日从首都机场入境的旅客规模；四是在严格旅客远端核酸检测和机场防控措施的基础上，对此类入境旅客实施严格的闭环管理，最大限度防范输入风险。10月30日，经联防联控协调机制研究，每周五从首尔仁川起飞的CA124次恢复直航北京。
2022年3月21日起，因上海疫情爆发，中国籍航空公司目的地为上海的国际航班调整为12个其他城市入境。2022年8月起，这些航班逐步恢复在上海入境。
2022年7月6日，北京市卫生健康委员会新闻发言人、副主任李昂宣布，北京市将按照“防控为主、统筹兼顾、稳妥有序、逐步推进”原则，分批有序恢复直航北京国际商业客运航班。
2023年1月6日，民航局发布公告，自1月8日起取消目的地为北京的国际客运航班从指定第一入境点入境。自1月8日起至2022冬春航季结束，各航空公司可自行选择北京或原第一入境点城市运行航班；自2023年夏秋航季开始，航空公司按照双边航空运输协定和民航有关法律规章持航线经营许可运营国际定期客运航班。废止《关于目的地为北京的国际航班从指定第一入境点入境的公告》、《关于目的地为北京的国际航班从指定第一入境点入境的公告》（第2号）、《关于目的地为北京的国际航班从指定第一入境点入境的公告》（第3号）等三份公告。

### 核酸检测

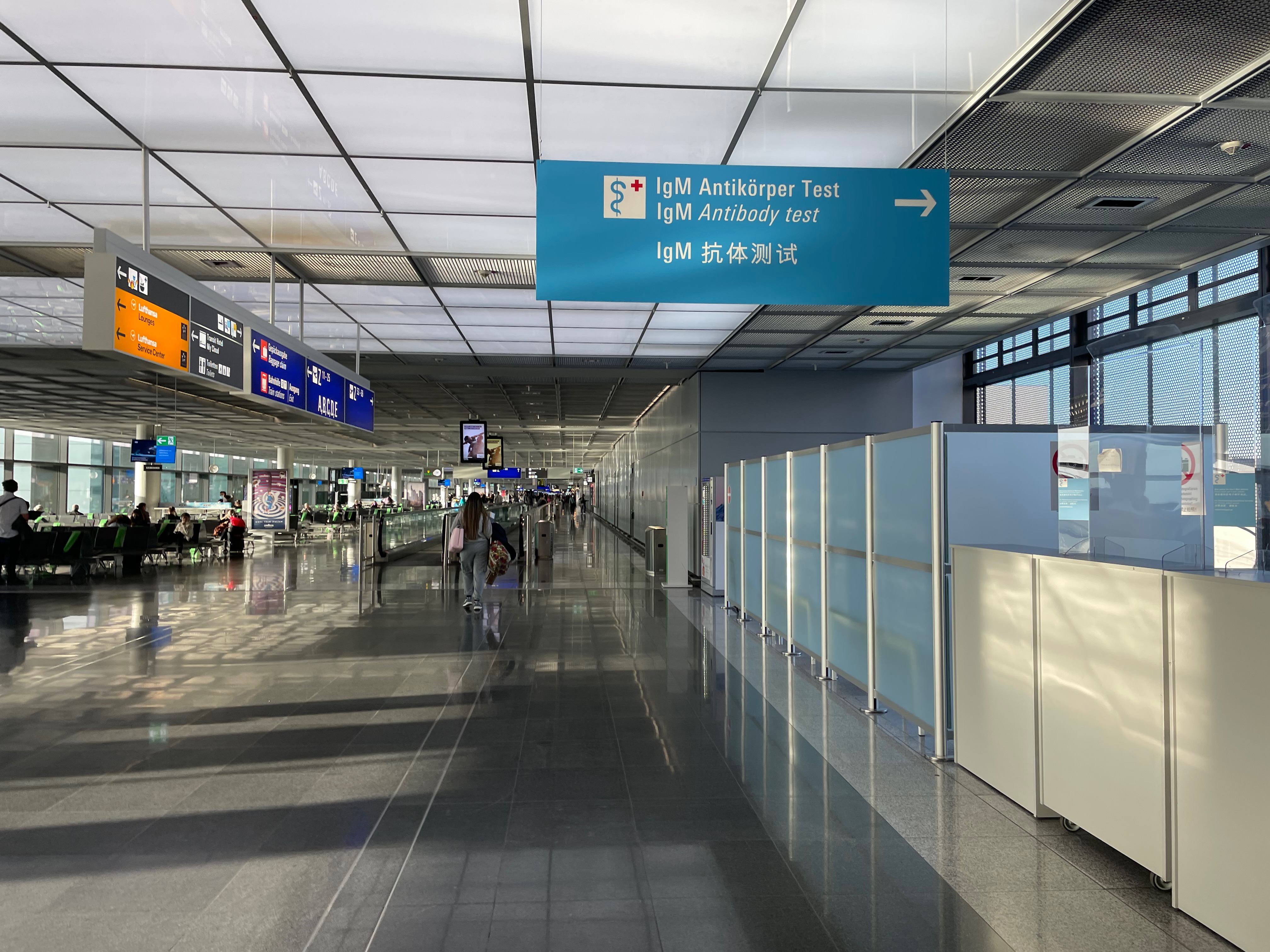
位于法兰克福机场的IgM检测点

2020年7月20日，民航局、海关总署、外交部印发文件，要求搭乘航班来华航班的中、外籍乘客在登机前5天内完成核酸检测，并需由出发国使领馆进行审核通过后方可登机。8月底至9月初，多国大使馆将5天改为3天。10月底，多国使馆将政策调整为需有2天内核酸检测和血清抗体（IgM）检测双阴性证明，且仅接受在回国前的最后经停地所作的检测报告，方可获得“绿码”登机，使得利用转机回国的可行性几乎为零。2021年8月末9月初，中国驻白俄罗斯和乌兹别克斯坦使馆调整措施，暂停为既往感染者发放健康码，同年10月两馆重新开始为符合条件的既往感染者发放健康码。2022年3月，驻美国使、领馆新增了抗原检测的要求，驻英国使馆将要求改为12小时。
2022年5月20日，中国政府取消了登机前7天核酸检测阴性证明、自我健康监测要求以及血清抗体检测的要求，仅保留登机前48小时内2次核酸检测阴性证明。
2022年11月11日，国务院联防联控机制发文，登机前48小时内2次核酸检测阴性证明调整为登机前48小时内1次核酸检测阴性证明，阳性判定标准明确为核酸检测Ct值<35。
2023年1月8日，来华人员在行前无需再向中国驻外使领馆申请健康码。
2023年4月29日，中国政府允许来华人员以登机前48小时内抗原检测代替核酸检测，航空公司不再查验登机前检测证明。
2023年8月30日，来华人员无需进行入境前新冠病毒核酸或抗原检测。

### 绿色通道
2020年5月27日，中国民航局发布了《关于建立复产复工国际客运包机计划审批“绿色通道”的通知》，对韩国、日本、新加坡、英国、德国、法国、意大利和瑞士的临时航线计划申请时限缩短至3个工作日，其余国家仍维持7个工作日不变。中国外交部则称此政策为“疫情防控需要”，对各国航空公司“一视同仁，公开、公平、透明”。对于列入绿色通道的国家，中外航空公司的国际客运包机应取得不定期飞行航班许可，暂不需时刻协调。运行监控中心根据不定期飞行航班许可内容，尽快受理并发布预先飞行计划。对于不定期飞行航班许可申请，申请时限由原来的提前7个工作日调整为提前3个工作日，系统受理时间7×24小时。
此政策主要针对跨国公司的外籍员工，并非普通旅客。

### 结束
2022年11月末中国多地爆发了反对清零政策的“白纸运动”，中共中央总书记习近平承认抗疫政策让民众感到沮丧。2022年12月7日，中国国务院联防联控机制发布《关于进一步优化落实新冠肺炎疫情防控措施的通知》（又称“新十条”），结束了执行近三年的清零政策。2022年12月26日，国家卫健委发布公告，自2023年1月8日起，将新型冠状病毒肺炎更名为新型冠状病毒感染并实施乙类乙管，取消“五个一”及客座率限制等国际客运航班数量管控措施，并取消入境后全员核酸检测和集中隔离，仅保留行前48小时进行核酸检测。
2022年12月28日，中国民航局发布关于恢复国际客运航班的详细方案：自2023年1月8日起，不再对国际客运航班实施“五个一”和“一国一策”等调控措施，中外航空公司按照双边运输协定安排运营定期客运航班；逐步恢复受理中外航空公司国际客运包机申请。至2023年夏秋航季完全恢复至疫情前流程及要求；按照疫情前流程恢复受理入境公务机申请。
2023年4月25日，中国外交部新闻司副司长、外交部发言人毛宁在外交部记者会上宣布自4月29日起所有来华人员可以登机前48小时内抗原检测代替核酸检测，航空公司不再查验登机前检测证明。
2023年5月11日，国家移民管理局宣布自2023年5月15日起全面恢复口岸快捷通关。
2023年7月24日，中共中央政治局召开会议，提到“要增加国际航班”。截至2023年6月底，中国大陆国际客运航班每周达到3368班，通航62个国家，分别恢复至疫情前的44%、86%。其中，中韩航班量居于首位，航班恢复率超过六成，而中美航班的恢复率只有6.4%，中欧航班的恢复率也只有48.5%。中英之间的航班恢复率最高，达到96.7%；其次是中国到中东和新加坡，分别达到75.8%和71.5%。
2023年8月28日，中国外交部新闻司副司长、外交部发言人汪文斌在例行记者会上宣布，自8月30日起，来华人员无需进行入境前COVID-19核酸或抗原检测。
2023年10月31日，中国海关总署宣布自11月1日零时起出入境人员免于填报健康申明卡。

## 熔断与奖励航班

### 熔断航班
2020年6月14日，中国民用航空局宣布，就中国南方航空广州—达卡航线及CZ392航班发出暂停运行4周的“熔断指令”，指6月11日上该航班入境旅客中有17位新冠病毒核酸检验呈阳性者，触发了《关于调整国际客运航班的通知》熔断条件。这是自《关于调整国际客运航班的通知》执行以来民航部门开出的首份“熔断指令”。
据民航局统计，自2020年6月8日至2021年12月18日，有835個国际航班采取了熔斷措施。据媒体统计，自2022年1月1日至2022年6月14日，共熔断346个航班；政策实施期间，共熔断2141架次。

### 奖励航班
2020年7月14日，中国民航局发布通知，称中国东方航空MU2574（万象—昆明）、MU524（东京-上海浦东）航班，自6月15日至7月5日每周1班均已执行且入境后核酸检测结果为阳性的旅客人数为零，符合航班奖励条件，民航局决定自即日起至10月24日，将MU2573/2574航班（昆明↔万象）每周从1班增至2班；同时鉴于上海入境航班集中、接收能力接近饱和，民航局批准东航新增MU593/594航班（西安↔东京），每周1班。这是自《关于调整国际客运航班的通知》执行以来，民航局批准的第一批国际客运奖励航班。
2020年7月17日，中国民航局发布第二批国际客运奖励航班，分别为日本航空东京成田-大连JL829/0、老挝航空万象-昆明QV815/6、海南航空北京首都（西安）-布鲁塞尔HU491/2和海南航空北京首都（西安）-多伦多HU7975/6四个国际往返航班每周从1班增至2班。同日，酷航宣布将于7月23日起恢复新加坡-南京航线运营，为其恢复的第二条中新航线。

## 影响及争议

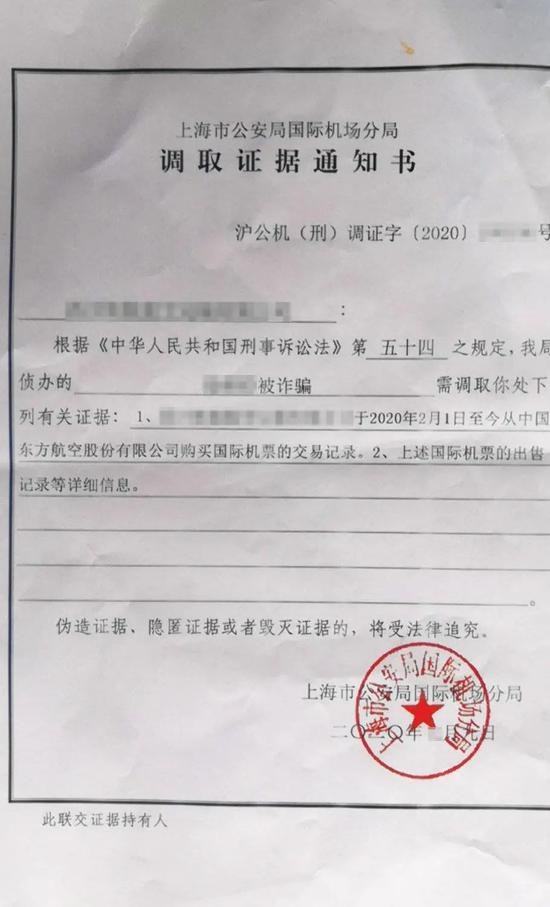
上海市公安局国际机场分局调取证据通知书

### 开通包机
2020年3月30日，中国民航局表示，对需求集中、飞行目的地有疫情防控保障能力的城市，将视情启动重大航空运输保障机制，及时开通临时加班和包机。美国未批准批临时包机，导致多架留美学生包机延期，滞留600多人。包机成为在外中国公民回国的重要途径。4月11日至6月5日在美国开设包机32架次，运输约7000人。临时航班机票和回国隔离费用由乘客自理。包机仅单程载客，其机票价格较平时的商业航班高昂。中国民航局则表示将缩短复航审批的时间。

### 供需关系
“五个一”政策施行后，往返中国的国际航班锐减，价格飙升，大量海外中国公民无法回国。这一政策也因此受到大量批评。各航司国际及地区航线市场运力投入及旅客周转量持续下跌，运力减少到原来的2%。国际航班机票市场供不应求，多地机票无法购买。留学生回国机票一票难求，142万留学生及中国旅客滞留海外数月，回国的留学生不到十分之一，部分留学生面临非法滞留风险，包机或开放航班的呼声在留学生群体中居高不下。一票难求现象继续至今。同时机票价格持续上升。长途航班经济舱票价达到3万至5万元人民币。中国东方航空代理人推出天价机票，且大量超售，致使旅客无法登机。多家航空公司在批准复航前预售国际机票，并以代金券代替现金退票。受此类事件影响，民航局要求国际机票全部采取直销模式，不得在复航前预售机票，不得拒绝现金退票。据财新报道，机票仍炒至10万人民币，票代利用从系统提前抢票、利用假护照“虚占位”、航空公司关系户“切票”等方式倒卖机票。
中国新闻周刊报道称，航班数量下降对很多商务活动造成了影响，并造成学界对产业链转移的担心，中国企业派出他国的管理、技术人员也随之减少。
违法犯罪行为亦随之出现。2020年8月，公安机关发现中国东方航空公司人員在疫情期間涉嫌利用職務便利，私自代理機票並高價炒賣，將機票由原價2萬到4萬元人民幣，炒至18萬元人民币。上海和北京警方近日成立了專案組，以詐騙罪立案調查。警方以涉嫌職務侵佔罪，對相關代理進行刑事拘留，多家間涉嫌代理公司被查處，各大航空公司也正進行內部調查，處分相關涉嫌人士。目前已有多位旅客成功要求代理退回差價。亦有中国留学生通过微博等第三方平台上的『票務代理』购买机票，不料被骗，各地警方均表示无法立案。2020年6月，17岁少年因买不到回国机票，利用DDOS攻击南航客票系统，造成南航对外服务网络全部瘫痪。7月，该少年在广州被抓获，最终被判处有期徒刑4年。

### 机组调配
2020年11月25日中国民航局修订发布的《运输航空公司、机场疫情防控技术指南（第六版）》要求执勤过国际客运航班的机组人员入境中国后执行隔离政策，具体如下：
- 国际客运航班中，对于未在境外过夜的客舱机组人员，入境核酸检测阴性后，执行集中隔离或居家隔离。隔离期间可继续执勤国际航班，执勤结束重新计算隔离时间。14天期满且复测核酸阴性后结束隔离；对于未在境外过夜的飞行机组和随机机务人员，入境首次核酸检测阴性后，可免于集中或居家隔离。
- 而对于曾在境外过夜的机组人员，入境核酸检测阴性后执行集中隔离，期间不能外出执勤。3日核酸检测阴性后可转为居家隔离医学观察，并可继续执勤国际航班。执勤结束重新计算隔离时间，14天后方可解除隔离。

在该指南出台前，航空公司、落地城市当地政府亦有出台政策对国际航班机组的入境政策进行约束管理。而在指南发布后，航空公司、落地城市对该政策的执行也存在“加码”行为。根据《南方人物周刊》调查，中国某航空公司的波音787机队共450名飞行员，于2020年全年一共隔离了20655天，平均每人为45.9天。
民航局在第六版指南发布后也亦根据疫情形势调整机组的隔离政策。如2021年9月发布的《运输航空公司、机场疫情防控技术指南（第八版）》要求国际客运航班的机组人员在境外期间严格执行闭环管理，回国后执行集中隔离14天，健康监测7天。入境第7日后可继续执行国际/地区航班，健康监测期间可执行航班。
部分外籍航空公司在“五个一政策”期间将飞往中国的航班经停更换机组以避免超时及检疫政策。常见的经停地包括韩国仁川国际机场（美国联合航空、达美航空、美国航空、加拿大航空、法国航空、荷兰皇家航空）和泰国蘇凡納布機場（卡塔尔航空、阿联酋航空）。经停期间仅更换机组，旅客不下机。以达美航空的中美航班为例，美国至首尔仁川航段使用一套机组，仁川—浦东—仁川调换另一套机组，而仁川至美国则使用第三套机组。美国联合航空和达美航空于2020年年底曾尝试直飞中美航班，但在实行后航空公司工会反映机组人员抵达中国后“面临漫长的检疫、有限的过站条件以及受限的行动”等问题，导致这些航空公司于2020年12月恢复在首尔的经停，直至2023年上半年。
2021年12月21日的达美航空西雅图经首尔飞往上海的DL287航班在几经推迟后起飞，飞行到一半时突然返回西雅图并引发中国驻旧金山总领事馆对达美航空的“严正交涉”。达美航空回应表示，上海浦东国际机场实施的新消杀要求导致过站乘务员超时是造成这架航班折返的原因，而中方则称达美航空乘务人员短缺才是真正原因；中国媒体《环球时报》则援引民航业分析认为达美航空在首尔可能没有足够可供替换的人员而导致返航。

### 航权对等争议

#### 美国的反制措施与谈判
由于美国的航空公司此前主动对中国停航，因此不符合“五个一”政策的前提条件“3月12日仍在飞的国际航班计划”，这个前提的合理性受到很多质疑和争议。疫情爆发后，部分中国航空公司一直有航班保持运行。2020年5月，美国美联航和达美航空向民航局提出复航申请，截至5月22日尚未被批准。美国政府指责中国阻挠美国航空公司恢复往来中国航班的要求。作为报复，美国政府要求几家中国航空公司提交航班时刻表，并警告可能发现中国航班“违背适用法律或对公共利益造成负面影响”美国联邦政府对此表示谴责，并要求四家中国航空公司提交时刻表报备航班计划。随后美国政府于6月3日基于213条款发布禁令，将于6月16日起禁止所有中国航空公司的商业客机航班飞往美国，以反制中国的限制措施。。
2020年6月4日民航局发布新的通知后，6月5日，美国运输部发布公告修改禁令，根据对等原则允许中国承运人每周总共运营两班往返美国的定期客运航班。6月15日，达美航空和美联航的四班航线获中国民航局批准，美国运输部随后再次修改禁令，将两班修改为四班。
2020年8月17日，中国民航局认定达美航空和联合航空达到增加航班的条件，允许其每周运营的中美航班的数目由每公司每周2班增加至4班。作为回应，美国运输部于18日发布命令容许中国籍航司运营的中美航线数量由之前的每周4班增加至8班。
2021年8月5日，美国联合航空因其7月21日抵达上海的UA857航班有5位乘客在抵达上海后确诊新冠病例后被中国民航局要求执行熔断措施，美联航选择自8月11日起限制四周UA857周三航班的载客率不超过40%。美国运输部于8月18日宣布对将对中国航司运营的每周四个中国—美国方向航班实施相同的运力限制：国航、东航、南航和厦航于四周间每周限制其中一班。美国交通部认为，中国民航局的熔断政策违反了双边航空服务协议，航空公司难以“独立核实乘客的阳性检测结果”、也不应为遵守中国入境各项检测需求的乘客而承担责任。
2021年12月起，中国民航局基于熔断政策取消多个由中方航司、美方航司运营（美联航20班、达美14班、美航10班）的美中航班。美国运输部于2022年1月21日发布命令，宣布自1月31日起对等取消44班由中国航司运营的美中航班（不含已经被中国民航局熔断的中国航司运营的美-中航班）。使得整个2022年2月和3月将几无任何美国-中国方向的直飞航班。2022年8月25日，美国交通部表示由于美国航司多个赴华航班被取消，计划自九月起取消26个由中国航司（国航、南航、东航、厦航）承运的美国赴华航班。
美国交通部于2023年5月3日发布命令，容许中国籍航司运营的中美航线数量由每周8班增加至12班，并表示“渐进而平衡的航班恢复”是最佳的选项。2023年8月10日，美国交通部发布通告，批准自9月1日起允许中方航司每周执行18对中美直飞往返客运航班，并自10月29日起增加至每周24班；10月27日发布通告批准自11月9日起增加至35班。路透社称，在中美贸易战下，此消息表明中美两国间出现“罕见的合作迹象”。2024年2月26日，美国交通部发布指令，自3月31日起，将允许中方航司执飞的中美往返客运航班从每周35班增加到50班。
美国海外领土北马里亚纳群岛 (CNMI) 港务局于2023年9月27日提交申请，要求美国交通部豁免中国和北马里亚纳群岛间的航班基于213条款的航班量限制。北马里亚纳群岛港务局在申请中透露，根据2007年协议，中国和北马里亚纳群岛之间的航班不受限制，直到美国交通部2020年起颁布基于213条款的限制为止；它还表示，美国交通部的命令没有考虑更广泛意义上的“公共利益”，因为与美国大陆及其他美国领土相比，北马里亚纳群岛经济依赖游客，尤其是来自中国的游客，并且拟议的豁免不会影响中国-美国本土航线的市场。

#### 法德反制措施

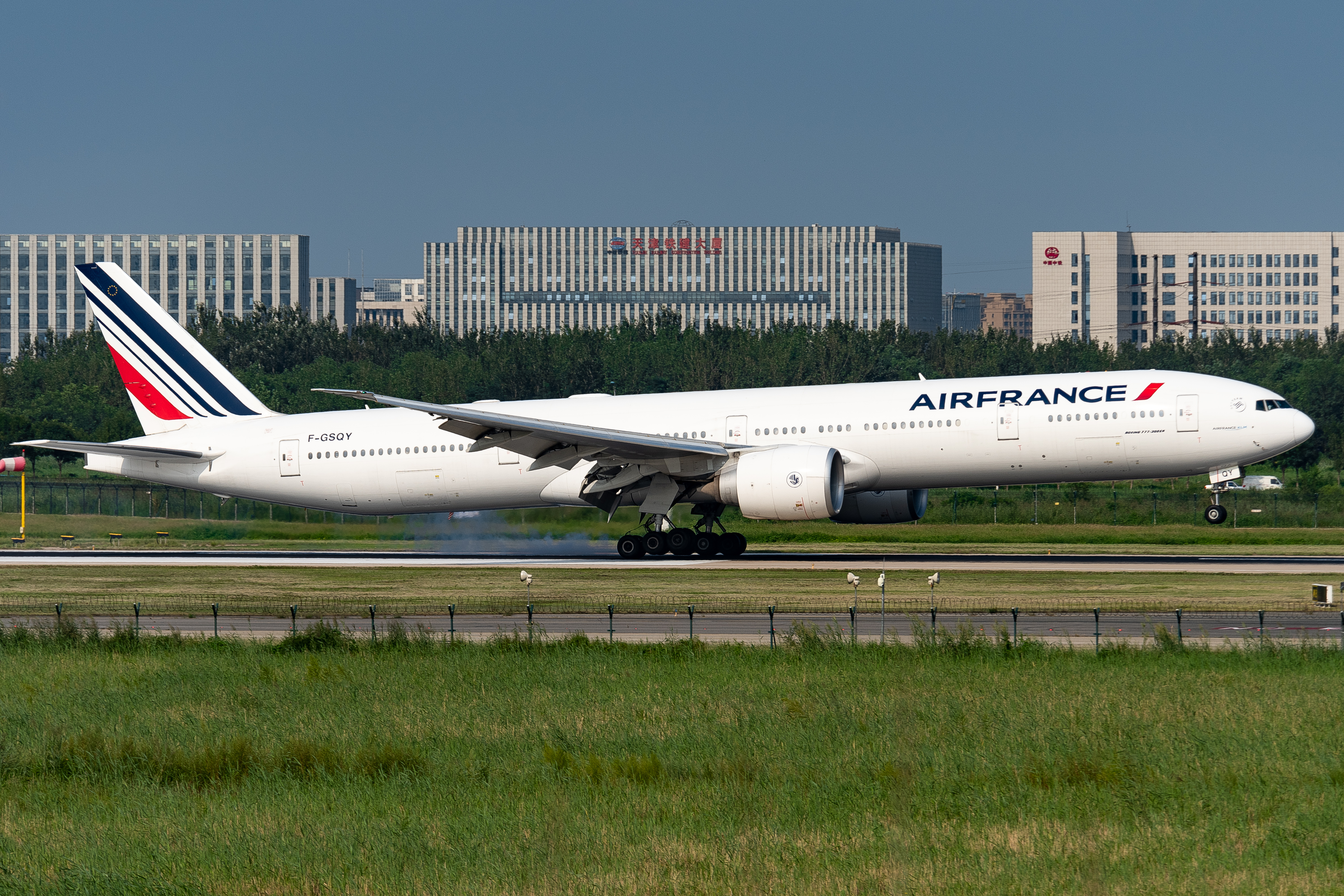
法国航空于第七次中法高级别经济财金对话后新增的巴黎至天津AF202次航班降落在天津滨海国际机场

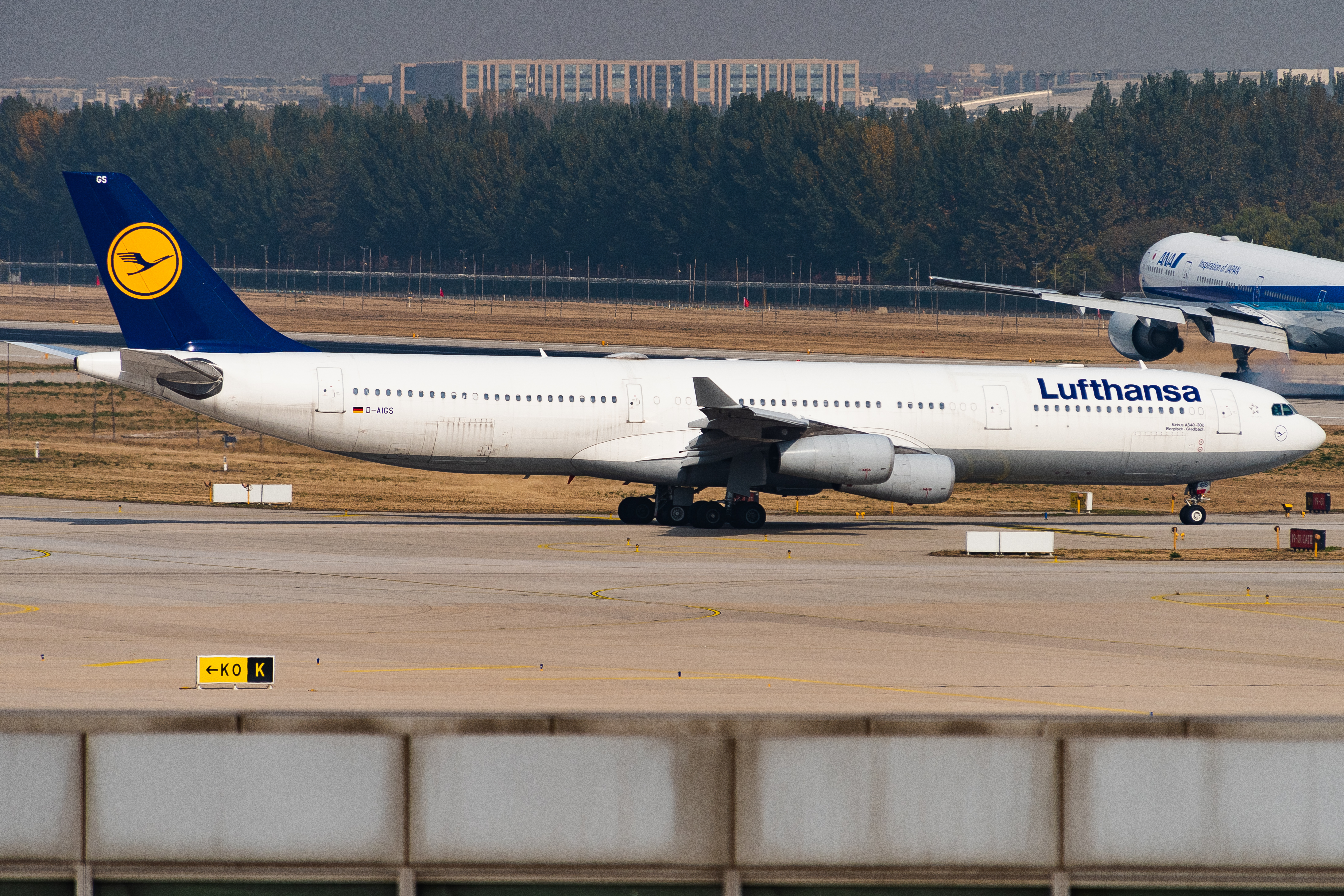
汉莎航空复航北京后的第一班北京至法兰克福LH721次准备从北京首都国际机场起飞

自中国大陆疫情爆发后，法国航空公司于1月底宣布停飞中国大陆航线。中国国际航空、中国东方航空、中国南方航空及海南航空则维持有限度中法航班服务。2020年3月28日“五个一”政策生效后，仅有国航、东航和南航运营每周一班的中法航线。法国航空于2020年6月12日起向中国民航部门申请每周3班的巴黎戴高乐-上海浦东航线，但最终执行每周1班（6月18日恢复）。根据法国驻华大使馆官网上的信息，每周3班服务未能实现的原因系法航未能取得上海地方发出相应的落地接收函。法国政府及法航对此结果表示不满，认为中方违背了1966年签订的《法中航空运输协定》。
2020年7月13日，法国政府宣布中国航司（国航、东航和南航）每周只能运营1班法国航线的限制令，使中法间每周仅有2班航班，以反制中国对法国航司的限制。受此影响，7月15日巴黎—天津/北京国航CA934次航班取消。7月16日，法航-荷航集团获准于下周起运营第二班巴黎-上海航线。在7月21日举行的第七次中法高级别经济财金对话后中方发布的情况说明附录中，提到中法两国的民航部门以达成允许中法双方航空公司每周各经营3班航班的协议，在此框架下法国航空公司于8月20日起运营每周一班的巴黎-（天津）北京航线。此后法国民航局曾多次基于对等原则，在法航运营的法中航线被熔断后取消由中国航司运营的的法中航线。
德国汉莎航空于疫情爆发后暂停了中国航线的运营，6月24日起恢复每周一班的法兰克福-上海浦东航线、7月初又恢复法兰克福-南京航线：因此中德间自7月初起每周各有4班航线（中国、德国航司各运营2班）。德国于7月中旬基于“航线对等”原则限制中国航司的执行航班数量，但未有取消任何航班，维持每周4班不变。7月17日，汉莎集团宣布将于7月27日起每周增加一班法兰克福-上海航线。10月27日，汉莎航空恢复法兰克福至北京的LH720/721次航班，由A340-300执飞，第一入境点为沈阳桃仙国际机场，首班机于10月28日上午抵达沈阳，10月29日从沈阳空机飞往北京。此后德国民航局曾多次基于对等原则，在德国航司运营的德中航线被熔断后取消由中国航司的德中航线。
2023年年初，中国政府调整新冠疫情管控策略后，法德两国逐渐恢复与中国内地的正常通航。

#### 加拿大的反制措施
自中国大陆疫情爆发后，加拿大航空于2020年1月30日起暂停了中国航线的运营，即北京首都和上海浦东往来温哥华、多伦多和蒙特利尔的航班。8月7日恢复温哥华-上海航班，每周一班，8月30日起增加至每周二班。2021年2月13日，加航恢复多伦多-上海航班，每周一班，同时原温哥华-上海航班降至每周一班。
至2021年5月初，中加间每周有12条中国航司执飞航班，而加拿大航司仅有加拿大航空的2条。2021年5月下旬开始，中国南方航空、海南航空、中国东方航空、中国国际航空、四川航空多班往来中国和加拿大的航班取消或减班，据信是因为加拿大政府提出“航权对等”要求。加拿大运输局2022-A-2命令要求中国航司运营的中加航班不能超过每周6班，同时禁止飞往北京的航班，但加拿大运输局暂时允许加拿大与北京之间的航班运行至2022年3月20日，前提是乘客必须是参加北京冬奥会、北京冬残奥会及相关测试赛的加拿大代表团运动员、教练员与相关媒体代表。受此影响，海南航空将其北京飞往多伦多的航班调整为西安始发到达，国航将其北京飞往温哥华的航班去程增加沈阳技术经停（乘客不上下飞机），回程调整为郑州入境。
2023年年初，中国政府调整新冠疫情管控策略后，加拿大政府仍对中加航线施行限制性策略，使得加拿大航线成为自新冠病毒“乙类乙管”后，中国内地恢复与增长最慢的外国航线。直至2024年10月24日，加拿大运输局发出2024-A-27行政命令：决定于10月25日起废除2022-A-2命令中对中国航司施加的运营限制。随后加拿大航空表示自12月7日起将温哥华-上海直飞每周4班往返航班增至每天一班；2025年1月15日起恢复运营温哥华-北京直飞往返航班，每天一班。中方航空公司也在加快申请增班计划。截至2025年7月，中国大陆往返加拿大航班量254班次，仅占2019年的26.1%，略低于中美航线26.3%的恢复率。但自2025年8月起，中国大陆航空公司陆续宣布恢复和加密航班，尤其是9月16日起中国南方航空恢复广州-温哥华航班，9月23日起中国东方航空恢复上海浦东-温哥华航班。

## 评价
- 携程创始人梁建章评论称，如果无视原来的运力配置，简单粗暴按照国家来一刀切地分配一周一个航班，则完全没有科学性可言。[139]。
- 前央视主持人、中国传媒大学教授崔永元在YouTube和Twitter上发布视频，表示“‘五个一’政策，在关键时刻这样的决策莫名其妙”[69]。
- 因小留学生得以包机回国，被媒体宣传为“一堂生动的爱国主义课”与“五个一”政策的后期实行，引发海外华人关于爱国主义的争论。中国异议作家长平在德国之声网站上发表文章认为“全世界只有中国在拒绝自己的公民回国”，并且“全世界恐怕也只有中国用爱国主义绑架海外侨民。”，因此“爱国主义诉求无济于事”[140]。